# Hippy Hippy Shake
Hippy Hippy Shake är en sång skriven och inspelad av Chan Romero 1959. Samma år nådde låten nummer tre i Australien och gick in på listan i USA under Topp 40. 
En coverversion av italienska Rocker Little Tony dök upp samma år och fick en liten framgång i Storbritannien och Italien. 
En version av engelska The Swinging Blue Jeans släpptes i december 1963 nådde den brittiska topp-5, och #24 på den amerikanska Billboard-listan i början av 1964. 
En version av "Hippy Hippy Shake" finns på The Beatles inspelningen Live at the BBC. Denna version spelades in i juli 1963. 
Låten har också spelats in av bandet The Georgia Satellites 1988 och finns med i filmen Cocktail från samma år.

## Listplaceringar, The Swinging Blue Jeans
| Lista (1963-1964) | Position             |
| ----------------- | -------------------- |
| Danmark           | 3 (DR "Top 20")      |
| Finland           | 2                    |
| Frankrike         | 28                   |
| Irland            | 2                    |
| Nederländerna     | 5                    |
| Norge             | 1 (VG-lista)         |
| Nya Zeeland       | 2 (Lever Hit Parade) |
| Storbritannien    | 2                    |
| Sverige           | 1 (Kvällstoppen)     |
| Sverige           | 1 (Tio i topp)       |
| USA               | 24                   |
| Västtyskland      | 9                    |